# Église de la Présentation de Vologda
L'église de la Présentation (Це́рковь Сре́тения), ou plus précisément église de la Présentation-du-Seigneur-sur le-Quai (Це́рковь Сре́тения Госпо́дня, что на На́бережной), est une église orthodoxe de Vologda (dans le nord-ouest de la Russie) construite en 1731-1735 et réaménagée (clocher et porche à deux escaliers) en 1830. Elle se trouve au n° 85 quai de la VIe Armée, au bord de la Vologda. Elle est classée au patrimoine architectural d'importance fédérale.

## Histoire
Il existait déjà à son emplacement une église de bois en 1656. L'église chauffée est consacrée en 1735 et l'église d'été en 1737. Le clocher et le porche sont réaménagés plusieurs fois entre 1830 et 1860. L'église est fermée au culte en 1930 lors d'une campagne d'athéisme; elle devient un entrepôt et plus tard est aménagée en foyer pour employés du secteur de la culture et une station de radio.

## Vocable
L'église est consacrée à la Présentation de Jésus au Temple, l'une des douze grandes fêtes. Elle rappelle la présentation de l'Enfant Jésus au Temple de Jérusalem, quarante jours après la Nativité, pour accomplir le rite de passage, devant le juste Siméon (Lc 2:22-39). Dans le christianisme, cet événement symbolise la rencontre de l'Ancien et du Nouveau Testament.

## Architecture

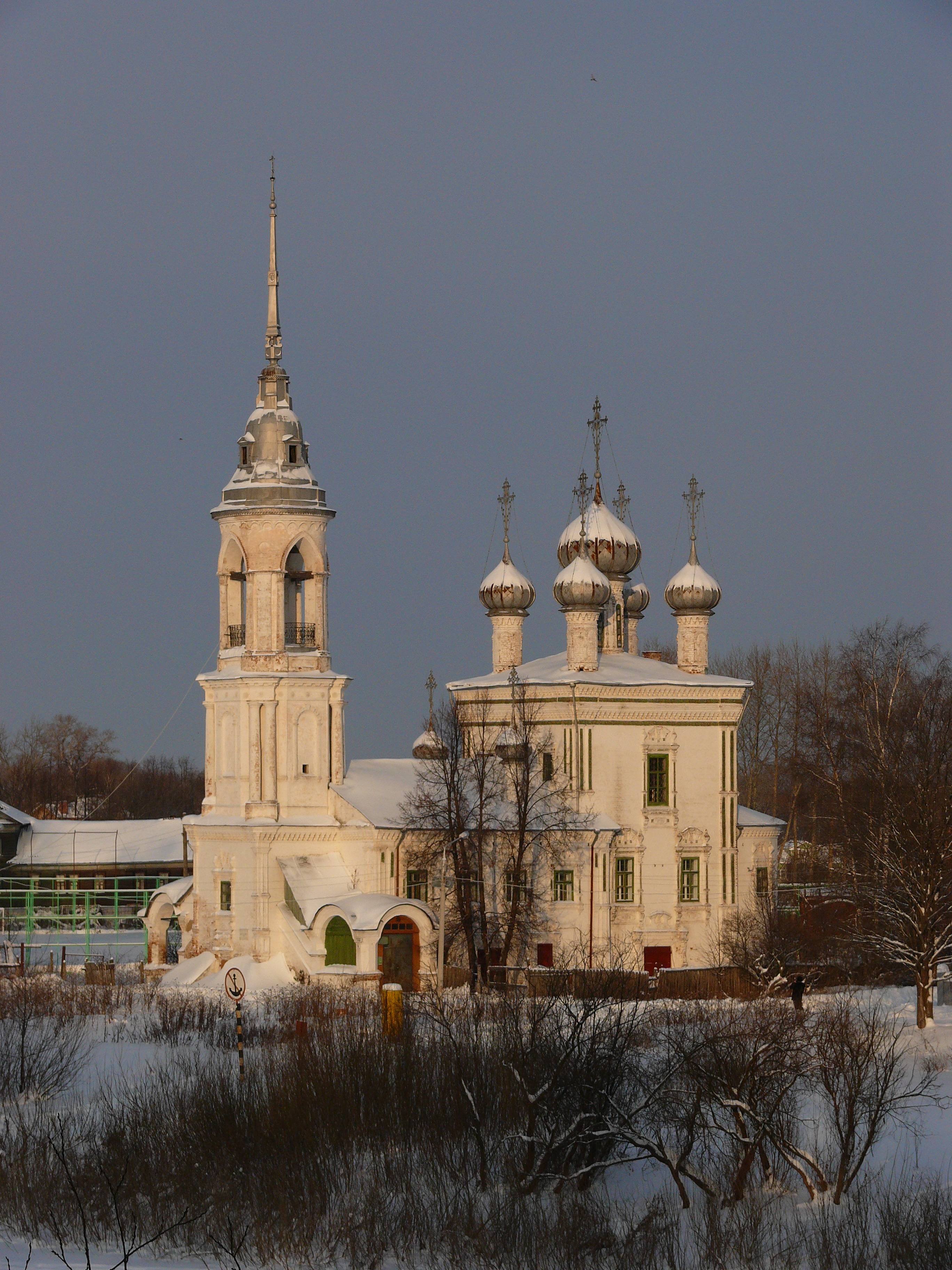
Vue en 2011.

L'église est construite à partir de 1731. Son architecture témoigne de la fusion du motif russe traditionnel du XVIIe siècle avec le style baroque arrivé tardivement à Vologda. La partie principale de l'édifice est un cube fortement allongé en hauteur, couronné de cinq dômes sur de minces  tambours, avec une trapeznaïa (littéralement : réfectoire, église chauffée) et un clocher et un porche relié à celui-ci depuis la partie Ouest. Les façades sont ornées d'une large corniche à briques façonnées en forme de consoles. Le même motif est repris sur les tambours des coupoles, sur la façade de l'église-réfectoire et sur le clocher à trois niveaux. Les angles de l'édifice sont ornés de pilastres jumelés.
Sous les corniches, sur les pilastres, les plateaux et les frontons, il y a des inserts de tuiles figurées et émaillées, ce qui est un détail unique pour les églises de Vologda de cette époque. Remarquables sont les chambranles richement ornées des fenêtres, combinant les motifs russes avec de nouvelles formes qui sont entrées dans l'architecture russe à l'époque de Pierre le Grand (« frontons brisés »).

## Icônes et iconostase
L'église a été dépourvue de sa décoration intérieure peu à peu après la révolution d'Octobre et jusqu'en 1930, date de sa fermeture. Plusieurs icônes bien connues proviennent de l'église de la Présentation, qui font maintenant partie des collections de différents musées russes.
Du point de vue de l'histoire de l'art, l'icône du XVIe siècle La Descente de croix (Galerie Tretiakov) présente un intérêt particulier. La manière d'écrire est plutôt particulière - plane et graphique, où des peintures locales fondues liquides remplissent des cellules strictement délimitées, comme dans les anciens émaux cloisonnés russes. Les couleurs brillent, comme à l'école de Novgorod, mais le lyrisme de l'œuvre, peu caractéristique de Novgorod, parle en faveur de l'origine locale. Dans le même temps, la similitude avec des œuvres aussi remarquables de la peinture russe ancienne que La Descente de croix de la collection Ostroukhov, La Descente aux enfers et La Déploration (Galerie nationale Tretiakov), La Décollation de Jean-Baptiste et La Cène (Musée national de peinture de Kiev) ont donné aux chercheurs quelques raisons de supposer que toutes ces icônes ont été créées dans le Nord de la Russie, et non à Nijni Novgorod, comme on le croyait auparavant.
L'icône principale de l'église (sur l'iconostase), La Présentation du Seigneur au Temple, date du XVIe siècle et montre un style clairement sous l'influence de l'école de Moscou.